# Tacámbaro
Tacámbaro är en kommun i Mexiko.   Den ligger i delstaten Michoacán de Ocampo, i den södra delen av landet, 240 km väster om huvudstaden Mexico City.
Följande samhällen finns i Tacámbaro:
- Tacámbaro de Codallos
- Pedernales
- Yoricostio
- Santas Marías
- La Viña
- San Miguel Tamácuaro
- Las Joyas
- Testerazo
- Canícuaro
- San José de los Laureles
- El Terrero
- Las Hoyas Altas
- La Huerta
- Petembo
- Serrano
- San José Grande
- San José Buenavista
- Santa Rita Segunda
- Joya de la Vihuela
- San Antonio de Viña
- Parocho
- El Colorín Grande
- Buenavista
- La Piedra del Molino
- La Magdalena
- Caracha
- El Mayorazgo
- Cruz Gorda
- San Agustín
- La Guardia
- Puente de Ánimas
- San José Aramútaro
- Puente de San Andrés
- Plan de la Cárcel
- San Rafael Lejía
- El Pantano
- Plaza de Gallos
- La Blanca
- Los Coyotes
- Tiriapo
- La Iglesia Vieja
- Los Morales
- Upanguaro
- Plan de Ornelas
- San José Chico
- Las Latas
- Santa Paula
- San Vicente Cofradía
- Los Llanos
- Sopomio
- El Gigante
- Churumuco
- La Soledad
- Los Jacales
- El Olimpo
- El Conejo
- La Cucha
- La Cofradía
- El Atascoso
- El Salto
- El Rincón de Chorícuaro
- Joya de Charapio
- San Isidro Mayorazgo
- Los Guayabos
- Plan de San Pablo
- Sin Agua
- La Yácata
- El Rosal
- La Noria